# São Léo Open 2012
Il São Léo Open 2012 è stato un torneo professionistico di tennis maschile giocato sulla terra rossa. È stata la 2ª edizione del torneo, facente parte dell'ATP Challenger Tour nell'ambito dell'ATP Challenger Tour 2012. Si è giocato a São Leopoldo in Brasile dal 5 all'11 novembre 2012.

## Partecipanti ATP

### Teste di serie
| Nazionalità | Giocatore              | Ranking* | Testa di serie |
| ----------- | ---------------------- | -------- | -------------- |
| Austria     | Andreas Haider-Maurer  | 100      | 1              |
| Slovenia    | Blaž Kavčič            | 105      | 2              |
| Argentina   | Horacio Zeballos       | 119      | 3              |
| Brasile     | Rogério Dutra da Silva | 130      | 4              |
| Portogallo  | Gastão Elias           | 133      | 5              |
| Brasile     | João Souza             | 135      | 6              |
| Croazia     | Antonio Veić           | 145      | 7              |
| Cile        | Paul Capdeville        | 169      | 8              |

- 1 Ranking al 29 ottobre 2012.

### Altri partecipanti
Giocatori che hanno ricevuto una wild card:
- Stefano Blatt
- Gabriel Friedrich
- Fabricio Neis
- João Pedro Sorgi

Giocatori che sono passati dalle qualificazioni:
- Tomislav Brkić
- Wilson Leite
- Diego Matos
- Alex Satschko

## Campioni

### Singolare
- Horacio Zeballos ha battuto in finale  Paul Capdeville con il punteggio di 3–6, 7–5, 7–6(2).

### Doppio
- Fabiano de Paula /  Júlio Silva hanno battuto in finale  Ariel Behar /  Horacio Zeballos con il punteggio di 6–1, 7–6(5).